# 湖南省植物园
湖南省植物园原名湖南省森林植物园，坐落在中华人民共和国湖南省长沙市南部雨花区境内，主体位于湘府路以南、时代阳光大道以北、万家丽路以西、圭塘河以东合围区域，面积120公顷，该园为一家集科研、物种保存、科普、生态旅游、开发利用的公益性园区。

## 沿革
湖南省森林植物园成立于1985年，1992年被批准为“天际岭国家森林公园”，1994年被批准为“湖南省野生动物救护繁殖中心”。园区分为樱花园、木兰园、荫生植物珍稀植物园、杜鹃园、竹园、茶花园、桂花园、彩叶植物园等10个植物专类园，园区内有银杉、珙桐等国家一级保护植物和黄腹角雉一级保护动物。
2021年6月，公园正式更名“湖南省植物园”。